# Œuf (biologie)
Pour les articles homonymes, voir Œuf et Zygote (homonymie).
 (septembre 2015).
Si vous disposez d'ouvrages ou d'articles de référence ou si vous connaissez des sites web de qualité traitant du thème abordé ici, merci de compléter l'article en donnant les références utiles à sa vérifiabilité et en les liant à la section « Notes et références ».
 (décembre 2016).
Améliorez-le ou discutez des points à vérifier. 

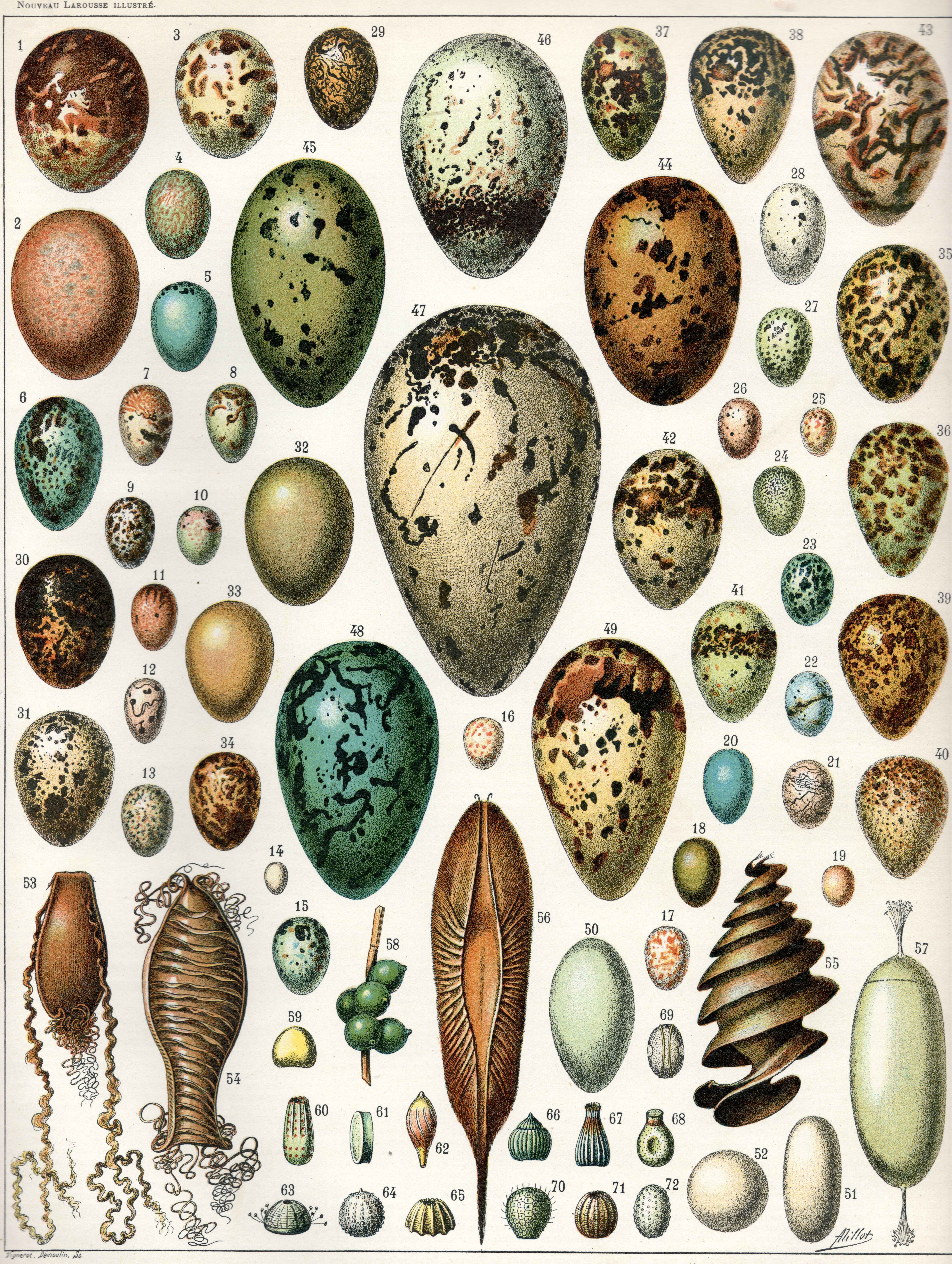
L'évolution et la sélection naturelle sont à l'origine d'un grand nombre de formes et de couleurs d'œufs.

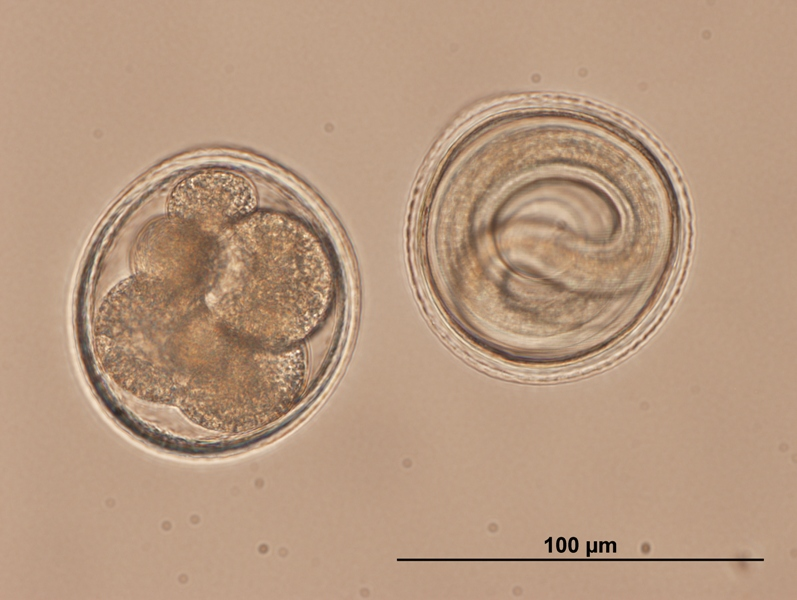
Œufs microlécithaux de nématode (Toxocara ici)

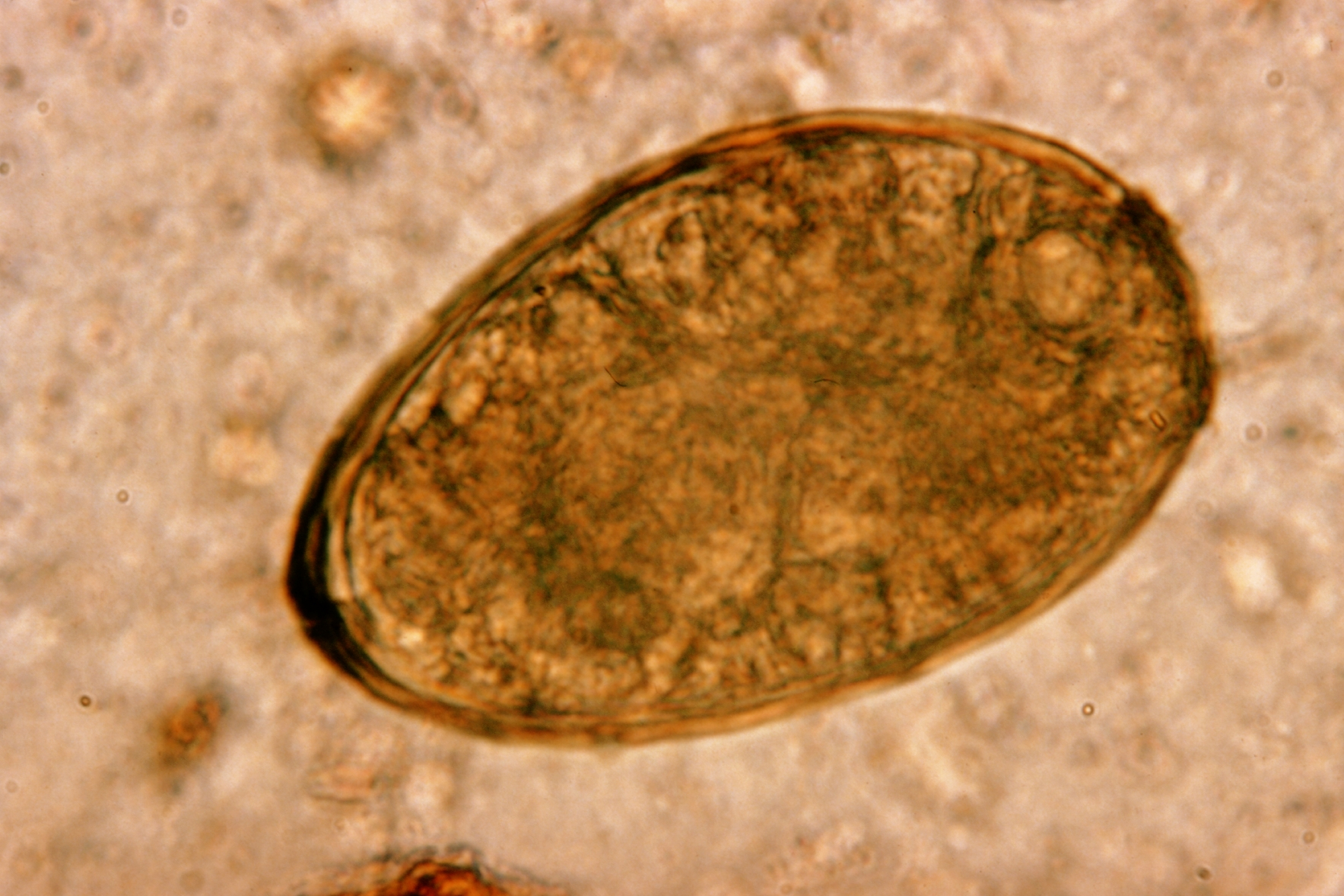
Œuf microlécital de ver plat (Paragonimus westermani ici)

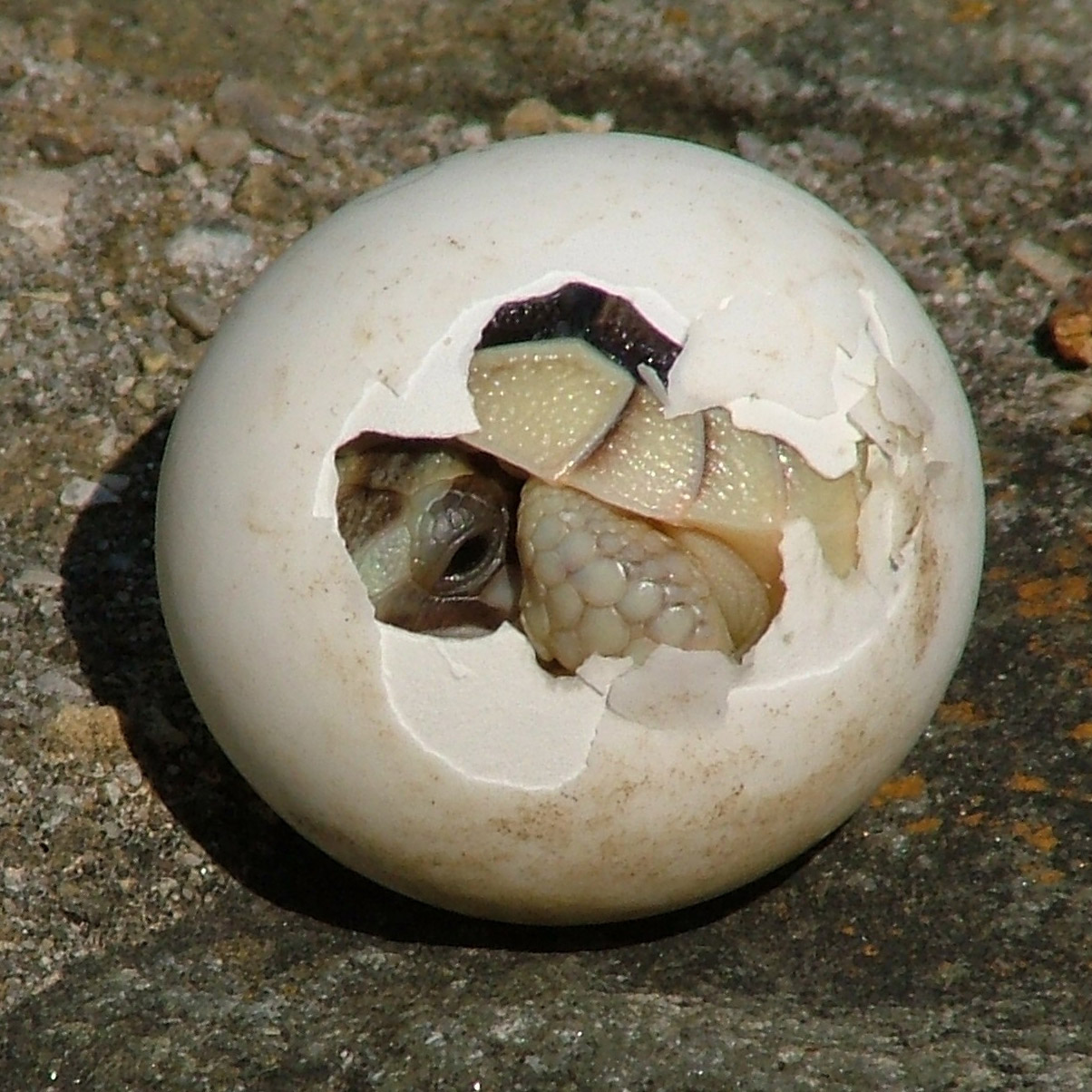
Jeune tortue se préparant à émerger de son œuf (macrolécithal)

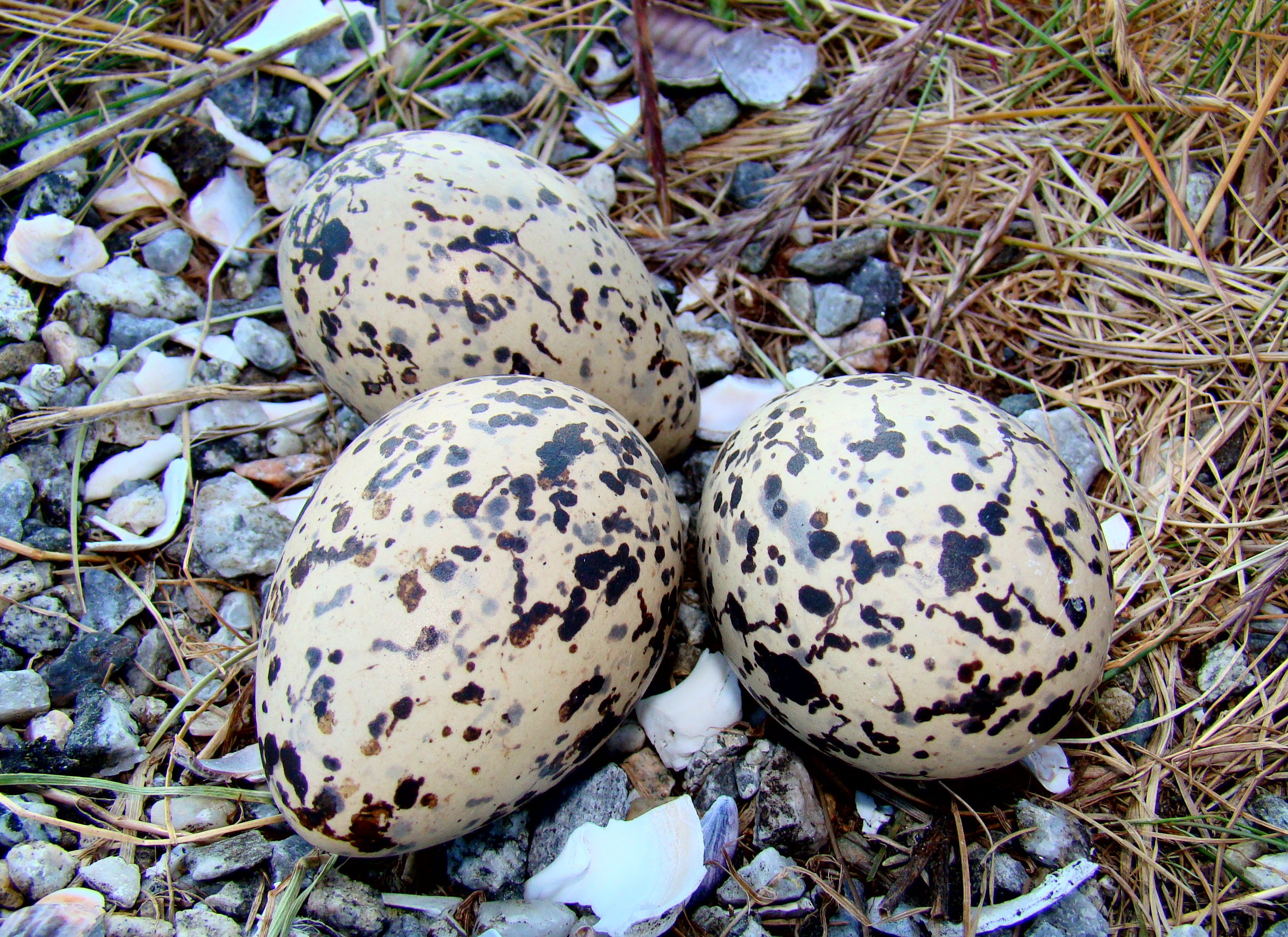
Le motif et la couleur de l'œuf de l'Huîtrier pie (Haematopus ostralegus) contribuent à un camouflage efficace de l'œuf dans le nid construit au sol ;
La manière dont l'oiseau produit de tels motifs et couleurs a beaucoup intrigué les biologistes

Dans la reproduction sexuée, la cellule œuf ou zygote (du grec ancien ζυγωτός / zugōtós « joint, attelé » et ayant la même étymologie que « joug ») est le premier stade de la vie d'un individu. Il s'agit d'une cellule diploïde non encore divisée, issue de la fécondation de gamètes haploïdes, c'est-à-dire de la fusion d'un ovocyte (gamète femelle chez les animaux) ou de l'oosphère (gamète femelle chez les végétaux), avec un gamète mâle : spermatozoïde pour les animaux (créant ainsi un embryon), anthérozoïde chez les algues et tube pollinique et spermatozoïde chez les végétaux, créant ainsi un embryon qui sera inclus dans une graine. Par définition, un zygote est une cellule totipotente. Le cytoplasme du zygote (et notamment les mitochondries) est hérité du cytoplasme de l'ovocyte.

## Chez les animaux

### Les types de zygotes
On distingue plusieurs types d'œufs en fonction de leur structure :
- Oligolécithe (oligos, peu nombreux) : Œuf à teneur moyenne en vitellus. La segmentation est subégale. Chez les échinodermes et les procordés.
- Centrolécithe : Œuf dont le vitellus est surtout concentré au centre. Ce type d'œuf se rencontre chez les arthropodes. Leur noyau est très légèrement excentré du fait de la présence de vitellus sous forme de petites granulations dans le cytoplasme. La taille de ces œufs est approximativement de 0,5 mm de diamètre.
  - Œuf des insectes

Chez les batraciens, certains plathelminthes, la plupart des annélides et la plupart des mollusques :
- Hétérolécithe (heteros, autre) : Ce terme désigne les œufs dont le vitellus est réparti de façon inégale, provoquant une segmentation inégale (chez les amphibiens).

Chez les amniotes, les œufs des oiseaux, monotrèmes, reptiles, céphalopodes et la plupart des poissons :
- Télolécithe (τέλος telos, fin, but, entier, achevé) : Œuf caractérisé par un volume considérable de vitellus localisé à l’un des pôles. La segmentation n'atteint que le territoire situé près du pôle animal. Cette segmentation produit une blastula en forme de disque (blastodisque), qui flotte sur les réserves de vitellus (le « jaune » de l'œuf).
- Alécithe (a privatif privation, négation) : Œuf caractérisé par un volume faible de vitellus. Les blastomères qui résultent de la segmentation (égale) seront sensiblement égaux. Chez les mammifères placentaires.

### Le processus de division cellulaire du zygote
La division par mitose dépend du type du zygote :
- Les zygotes contenant peu de vitellus se divisent de façon holoblastique (l'entièreté du zygote se divise) et
  - radiaire, pour les oligolécithes : le zygote est divisé selon des plans méridiens passant par les pôles ;
  - en spirale pour les hétérolécithes (excepté les amphibiens, dont le zygote se divise de façon radiaire) : les deux premières divisions sont radiaires, mais à partir de la troisième, elles deviennent inégales et les plans méridiens deviennent obliques, chaque cellule se trouvant à cheval sur deux cellules du plan horizontal inférieur.
- Les zygotes contenant beaucoup de vitellus se divisent de façon méroblastique : la segmentation est incomplète et se produit uniquement dans la partie riche en vitellus (le cytoplasme ne se divise pas) et
  - discoïdale pour les télolécithes « riches » : seul un disque de cellules situées au pôle animal se divise selon des plans méridiens d'abord et selon quelques plans équatoriaux ensuite ;
  - superficielle pour les centrolécithes : le noyau se divise sans segmentation du cytoplasme central et les nouveaux noyaux migrent vers la surface interne de l'œuf, emmenant chacun une parcelle du cytoplasme qui se fond avec le cytoplasme superficiel qui devient un syncytium (cellule à plusieurs noyaux), qui par segmentation cytoplasmique se transforme en blastoderme.

| Segmentation totale (Holoblastique) | Segmentation partielle (Méroblastique) |
| ----------------------------------- | -------------------------------------- |
| Alécithe Oligolécithe Hétérolécithe | Télolécithe Centrolécithe              |

## Chez les végétaux
Chez les végétaux, le mot zygote remplace toujours le mot œuf qui n'est pas utilisé, peut-être en raison de la double fécondation des Angiospermes donnant un zygote-plantule et un zygote-albumen.